# Lista över landskapsmuseer i Finland
Lista över landskapsmuseer i Finland

## Finländska landskapsmuseer
| Museum                                                         | Stad          | Region                                    | Grundat år | Koordinater                                             | Bild |
| -------------------------------------------------------------- | ------------- | ----------------------------------------- | ---------- | ------------------------------------------------------- | ---- |
| Södra Karelens museum                                          | Villmanstrand | Södra Karelen                             | 1963       | 61°04′03″N 28°11′00″Ö / 61.067378°N 28.183347°Ö         |      |
| Södra Österbottens landskapsmuseum                             | Seinäjoki     | Södra Österbotten                         | 1980       | 62°45′42″N 22°50′23″Ö / 62.761543°N 22.839589°Ö         |      |
| Helsingfors stadsmuseum                                        | Helsingfors   | Huvudstadsregionen, Mellersta Nyland      | 1911       | 60°10′06″N 24°57′08″Ö / 60.168443°N 24.952342°Ö         |      |
| Tavastehus stads historiska museum                             | Tavastehus    | Egentliga Tavastland                      | 1910       | 61°00′13″N 24°27′35″Ö / 61.00372°N 24.459648°Ö          |      |
| Kajanalands museum                                             | Kajana        | Kainuu                                    | 1930       | 64°13′18″N 27°44′16″Ö / 64.221706°N 27.737854°Ö         |      |
| Mellersta Finlands museum                                      | Jyväskylä     | Mellersta Finland                         | 1932       | 62°14′02″N 25°43′53″Ö / 62.2338°N 25.7313°Ö             |      |
| K. H. Renlunds museum – Mellersta Österbottens landskapsmuseum | Karleby       | Mellersta Österbotten                     | 1909       | 63°50′14″N 23°07′49″Ö / 63.837252°N 23.130157°Ö         |      |
| Kuopio kulturhistoriska museum                                 | Kuopio        | Norra Savolax                             | 1884       | 62°53′32″N 027°41′13″Ö / 62.89222°N 27.68694°Ö          |      |
| Kuopio naturhistoriska museum                                  | Kuopio        | Norra Savolax                             | 1897       | 62°53′32″N 027°41′13″Ö / 62.89222°N 27.68694°Ö          |      |
| Kymmenedalens museum                                           | Kotka         | Kymmenedalen                              | 1927       | 60°28′22″N 026°56′42″Ö / 60.47278°N 26.94500°Ö          |      |
| Lahtis historiska museum                                       | Lahtis        | Päijänne-Tavastland                       | 1924       | 60°59′8.29″N 25°39′4.43″Ö / 60.9856361°N 25.6512306°Ö   |      |
| Lapplands landskapsmuseum                                      | Rovaniemi     | Lappland (utom Tornedalen och Meri-Lappi) | 1975       | 66°30′27″N 25°43′34″Ö / 66.507466°N 25.726043°Ö         |      |
| Västra Nylands landskapsmuseum                                 | Ekenäs        | Västra Nyland                             | 1906       | 59°59′23.43″N 23°28′39.81″Ö / 59.9898417°N 23.4777250°Ö |      |
| Österbottens museum                                            | Vasa          | Österbotten                               | 1896       | 63°05′58″N 21°36′07″Ö / 63.099446°N 21.601806°Ö         |      |
| Norra Karelens museum                                          | Joensuu       | Norra Karelen                             | 1917       | 62°35′59″N 29°45′42″Ö / 62.59972°N 29.76167°Ö           |      |
| Norra Österbottens museum                                      | Uleåborg      | Norra Österbotten                         | 1896       | 65°01′04″N 025°28′31″Ö / 65.01778°N 25.47528°Ö          |      |
| Borgå museum                                                   | Borgå         | Östra Nyland                              | 1897       | 60°23′44″N 25°39′30″Ö / 60.395541°N 25.658299°Ö         |      |
| Satakunda museum                                               | Björneborg    | Satakunda                                 | 1888       | 61°29′24″N 21°47′28″Ö / 61.48994°N 21.791247°Ö          |      |
| Nyslotts museum                                                | Nyslott       | Södra Savolax                             | 1985       | 61°51′49″N 028°53′43″Ö / 61.86361°N 28.89528°Ö          |      |
| Museicentret Vapriikki                                         | Tammerfors    | Birkaland                                 | 1996       | 61°30′10.85″N 23°45′37.29″Ö / 61.5030139°N 23.7603583°Ö |      |
| Tornedalens landskapsmuseum                                    | Torneå        | Tornedalen, Meri-Lappi                    | 1914       | 65°50′45″N 24°08′32″Ö / 65.845853°N 24.142242°Ö         |      |
| Åbo museicentral                                               | Åbo           | Egentliga Finland                         | 1881       | 60°26′07″N 022°13′43″Ö / 60.43528°N 22.22861°Ö          |      |